# Château d'Ivrée
Le château d'Ivrée (en italien : Castello di Ivrea) est un ancien château-fort situé dans le commune d'Ivrée au Piémont en Italie.

## Histoire
La construction du château commence en 1358 par la volonté d'Amédée VI de Savoie, dit le « comte vert », qui charge la direction des travaux à l'architecte Ambrogio Cognone. On pense que dans certaines journées plus de mille personnes étaient employées dans sa construction (à celle époque Ivrée avait seulement 3 500 habitants), parmi lesquels figuraient aussi des artisans spécialisés provenant de Verceil, Milan et Genève. Les travaux sont achevés entre 1393 et 1395.
En 1676, une foudre frappe la tour nord-ouest, utilisée comme poudrière : l'explosion cause 51 morts, détruit 187 maisons et mène à l'effondrement de la tour même du château. Elle reste tronquée encore aujourd'hui.

## Galerie d'images

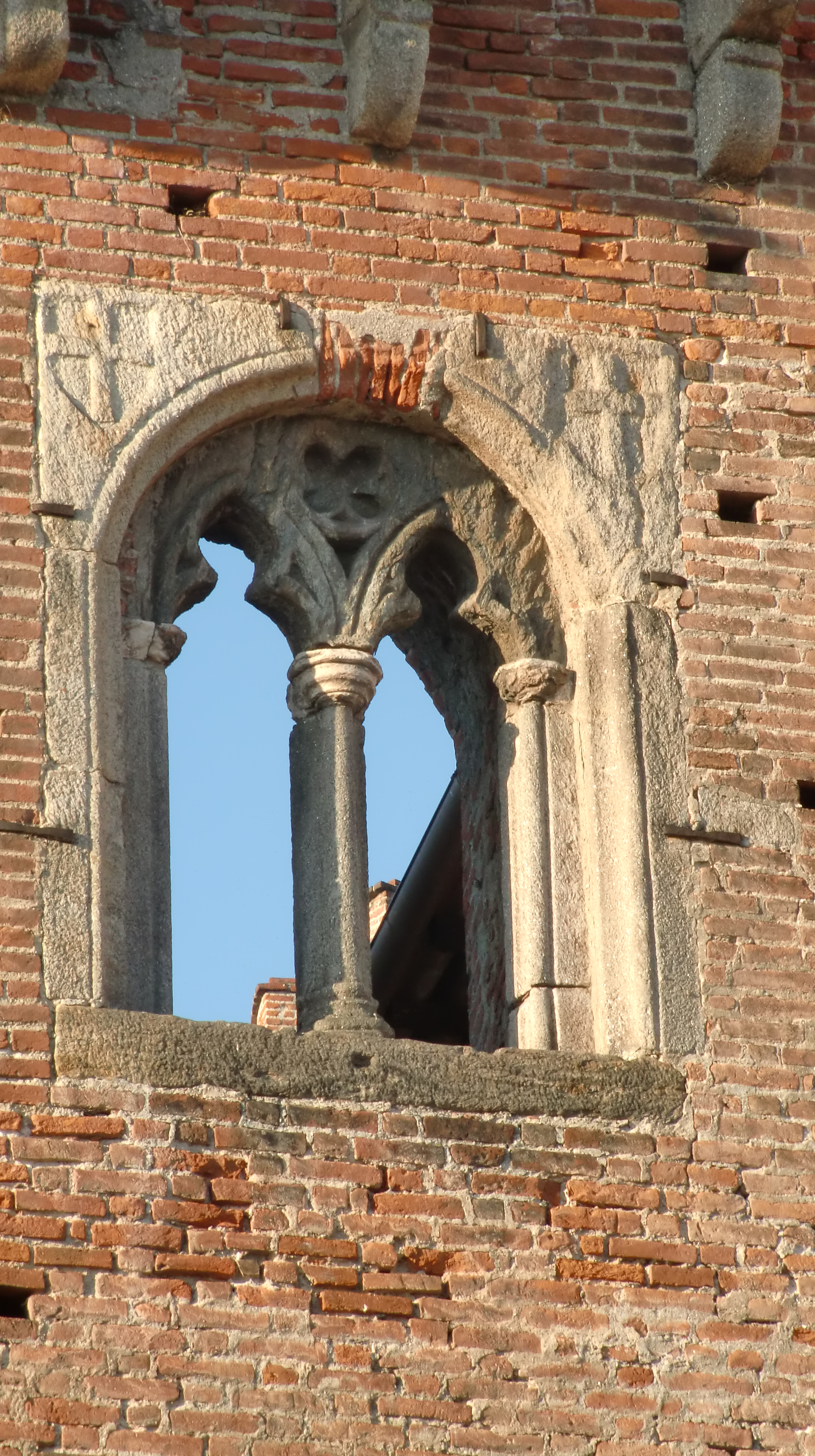
Bifora
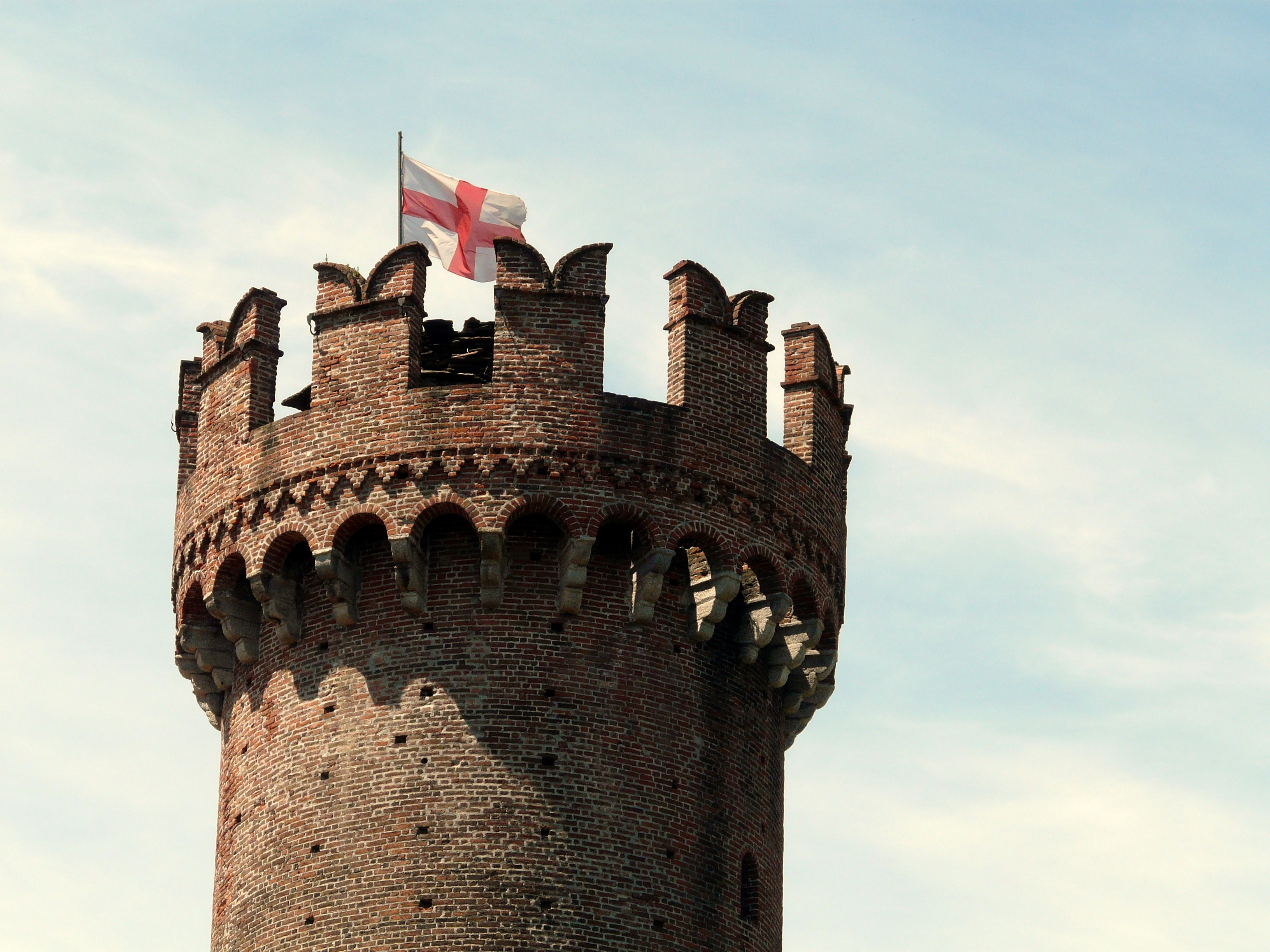
L'une des quatre tours
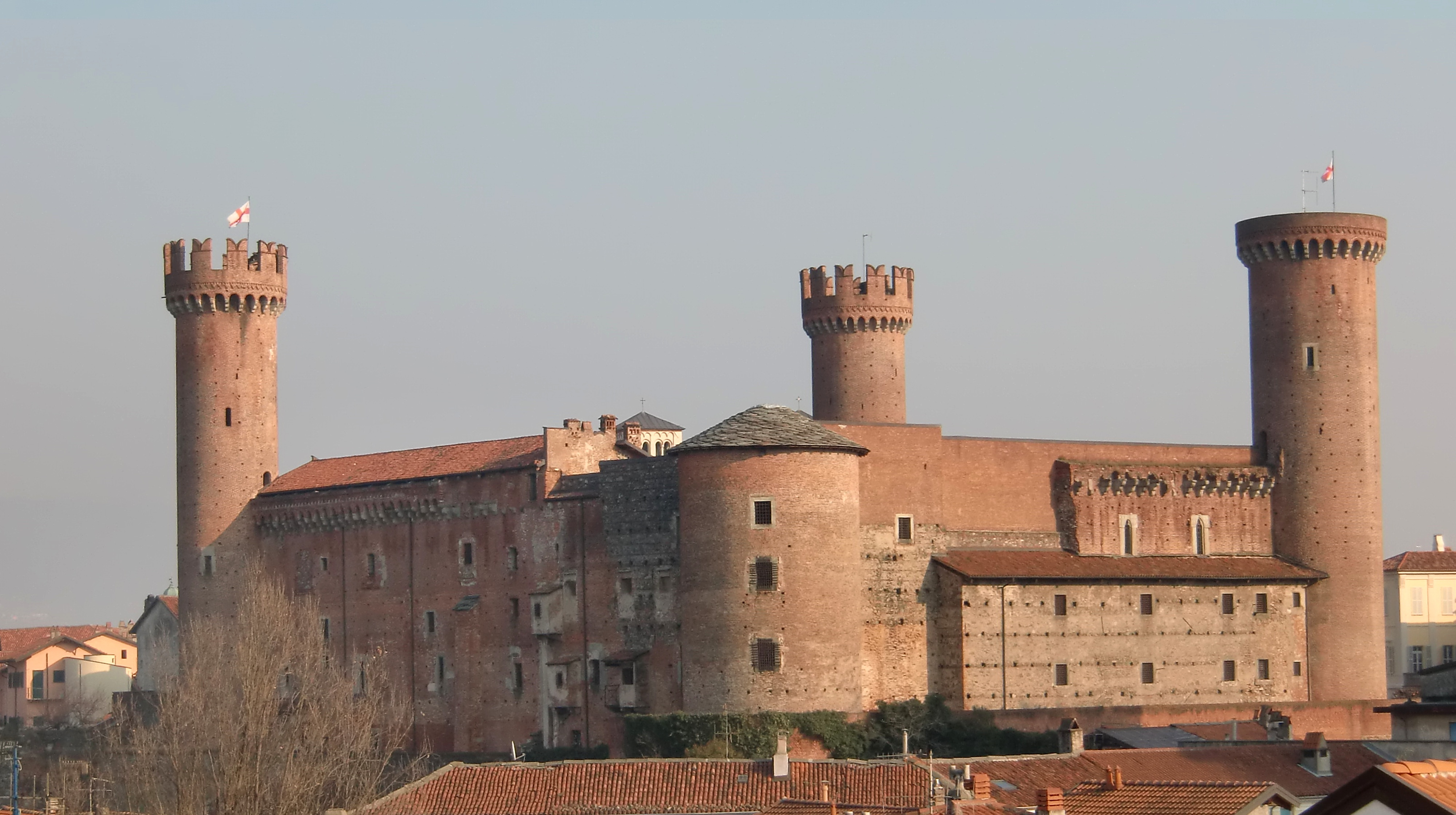
Vue du Château